# Enrique V del Sacro Imperio Romano Germánico
Enrique V (11 de agosto de 1086-Utrecht, 23 de mayo de 1125) fue emperador del Sacro Imperio Romano Germánico entre 1111 y 1125. Era hijo del emperador Enrique IV y de Berta de Saboya. Fue el cuarto y último emperador de la dinastía salia.
Fue asociado como rey por su padre en 1099. Forzó a su padre a abdicar a través de la Dieta de Maguncia en 1105. Fue elegido emperador en 1111.
Murió de cáncer menos de un mes antes de cumplir 39 años.
Fue un rey bueno pero traicionó a Wenceslao, su medio hermano puesto que este no sabía gobernar y por lo tanto le obligó a abdicar

## Guerra contra el reino de Hungría
Del mismo modo que su abuelo Enrique III y su padre Enrique IV, Enrique V prosiguió las pretensiones sobre el Reino de Hungría de mantenerlo como un Estado vasallo, igual como lo hacía con el Principado de Bohemia (posteriormente reino de Bohemia a partir de 1212). De esta forma Enrique V invadió Hungría en 1108 apoyando al príncipe Álmos, hermano mayor del rey Colomán el Bibliófilo. Álmos deseaba ser coronado rey húngaro y estaba perturbado por la coronación del muy joven Esteban, hijo de Colomán en 1105. Si bien Álmos había pedido anteriormente asistencia al emperador Enrique IV, y este no había podido brindarle sus ejércitos por conflictos con Bohemia, Enrique V sí accedió. A cambio, Álmos le ofrecía el vasallaje de Hungría a Enrique V después de que hubiera sido coronado.
El emperador germánico sitió la ciudad húngara de Bratislava y Colomán solicitó la ayuda de Boleslao III, el duque de Polonia, quien atacó Bohemia, parte de los dominios de Enrique V. En noviembre de ese año firmaron la paz y Colomán permitió que Álmos regresase a la corte húngara, más no restauró el ducado de Nitra.
Luego de la muerte del rey Colomán el Bibliófilo, su hijo Esteban II de Hungría ocupó el trono en 1116. Así, no solo heredaría la corona húngara, sino también la situación tensa que existía entre el emperador Enrique V y su padre. Esteban II mantuvo la misma posición que su padre durante la querella de investiduras, apoyando al papado y enfrentando al Sacro Imperio Romano Germánico. En este mismo año, el ejército húngaro sufrió una terrible derrota junto a la ciudad de Zadar contra la alianza militar compuesta por las fuerzas germánicas de Enrique V, los ejércitos venecianos y las tropas bizantinas. Esto motivaría a firmar la paz con Venecia en 1118 y al ataque del margraviado de Austria, contra el marqués Leopoldo III. Dicho ataque resultó victorioso y tras este Esteban II regresó a Hungría y acabaría con la amenaza germánica sobre Hungría.

## Continuación de la querella de las investiduras

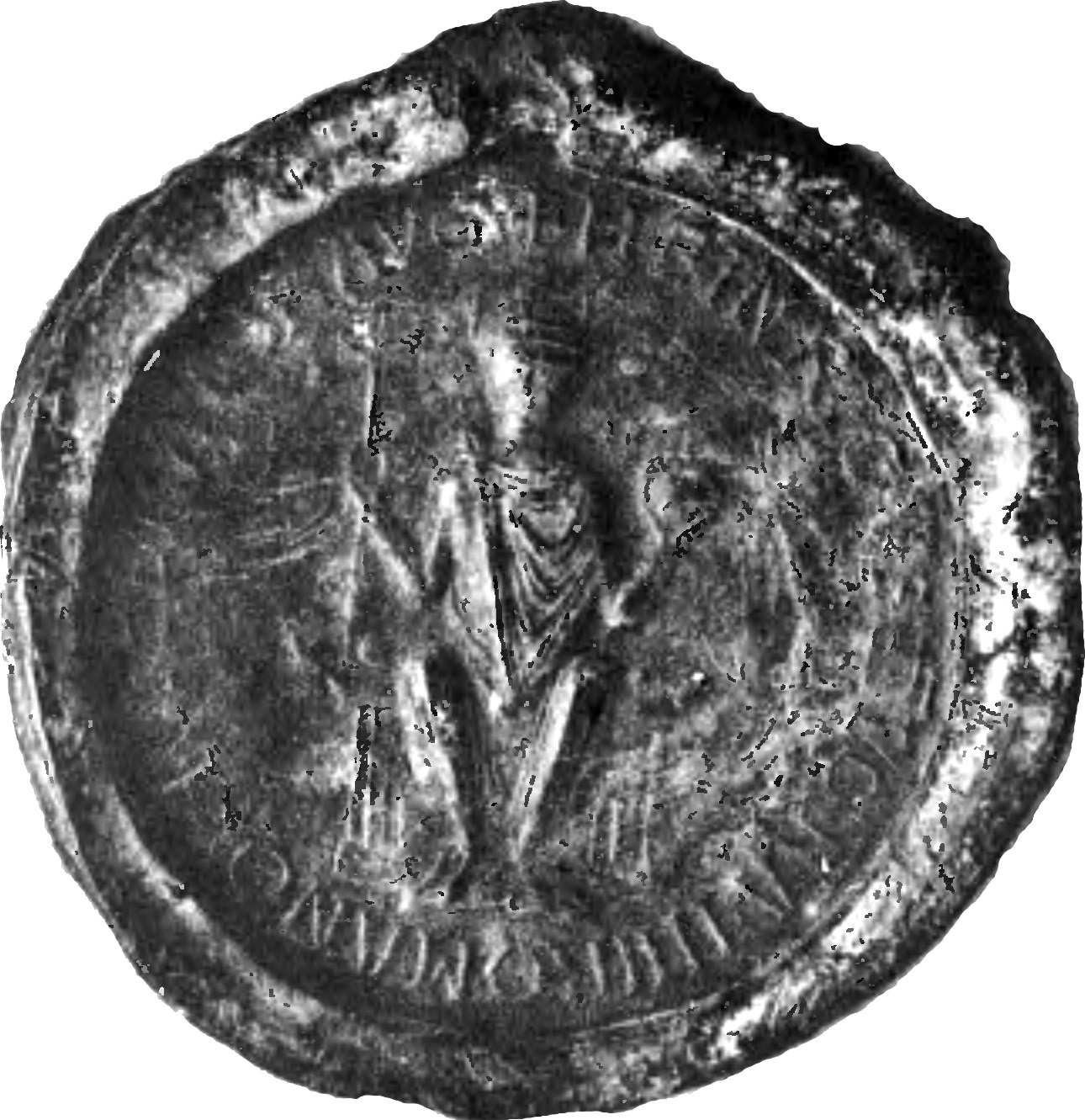
Sello de Enrique V.

Su padre, Enrique IV, había conducido una larga campaña contra el papado, donde ambos poderes rivalizaban: la Querella de las Investiduras. Enrique V, en un primer momento apoyó al papado y a los príncipes alemanes frente a su padre por temor a quedar excluido de la sucesión, pero ya en el trono trató de mantener la política llevada por su padre, y continuó así la querella entre él y el papa Pascual II. Obligó al papa a que le reconociese la potestad de otorgar investiduras pero un año más tarde (en 1112) el papa le excomulgó.
Enrique V desde ese momento tuvo que enfrentarse también con los príncipes sajones y turingios. En 1118 el emperador hizo nombrar al antipapa Gregorio VIII, pero como no contaba con apoyos suficientes, firmó con el papa Calixto II el Concordato de Worms en 1122, por el que se aceptó como fórmula de compromiso diferenciar la investidura de carácter laico de la canónica.
En 1114, se había casado con la princesa Matilde, hija del rey Enrique I de Inglaterra. No tuvieron hijos.